# 超巨磁阻效应
超巨磁阻效應，又稱龐磁阻效應（英語：Colossal magnetoresistance，簡稱）是一種凝聚体物理學現象，是指材料（如La1-xCaxMnO3、La1-xSrxMnO3等）在磁場中，電阻會發生顯著下降的現象。

## 現象
超巨磁阻效應存在於具有鈣鈦礦（Perovskite）ABO3結構的錳系陶瓷氧化物中，其磁阻變化隨著外加磁場變化而有數個數量級的變化。由於產生的機制與巨磁阻效應（GMR）不同，而且往往大上許多，所以被稱為超巨磁阻效應。

## 原理
- 齊納雙重交換模型（英语：Double-exchange mechanism）
- 楊-泰勒晶格變形

## 應用
如同巨磁阻效應（GMR），超巨磁阻材料亦被認為可應用於高容量磁性儲存裝置的讀寫頭。不過，由於其相變溫度較低，不像巨磁阻材料可在室溫下展現其特性，因此離實際應用尚需一些努力。

## 相關連結
- 磁阻效應
- 巨磁阻效應